# Marianne Ihlen
Marianne Ihlen, née le 18 mai 1935 à Larkollen et morte le 28 juillet 2016 à Oslo, est une Norvégienne connue comme muse et compagne de Leonard Cohen depuis les années 1960. Elle lui a inspiré les titres So Long, Marianne, Hey, That's No Way to Say Goodbye et Bird on the Wire.

## Biographie
Marianne Christine Stang Ihlen grandit à Oslo. Elle souhaite devenir actrice mais sa famille s'y oppose. Elle perd courage et s'enfuit de sa famille. Contre la volonté de ses parents, elle entretient une relation avec un ami d'école Axel Jensen (en) qui deviendra un auteur norvégien. Ils se marient en 1958 et vivent ensemble sur l'île grecque d'Hydra. Axel Jensen a une liaison avec une autre femme et il part en laissant son jeune fils Axel Junior. Elle rencontre alors Leonard Cohen en mai 1960 dans une épicerie de l'île, et ils deviennent amis. Marianne retourne vivre en Norvège jusqu'à ce qu'elle reçoive un télégramme un an plus tard : « Ai maison. Tout ce dont j'ai besoin, c'est ma femme et son fils. Leonard ». Elle décide de le rejoindre et emménage avec son fils sur l'île d'Hydra où Leonard a acheté une maison, à Oslo et Montréal. 
Dans son premier album Songs of Leonard Cohen paru en 1967, la chanson So Long, Marianne, lui est dédiée « Tu es partie quand je t'ai dit que j'étais curieux / Je ne me suis jamais prétendu courageux » alors qu'ils sont déjà séparés à cette époque. Sur la pochette de son deuxième album Songs from a Room, elle apparaît sur une photo en noir et blanc vêtue d’une simple serviette et elle a inspiré le titre Hey, That's No Way to Say Goodbye.
En 1972, lors d'un concert à Jérusalem, le dernier d'une longue tournée, Leonard Cohen se met à pleurer sur scène alors qu'il chante So Long, Marianne. Il expliquera plus tard qu'il la voit devant lui à ce moment-là. Il se retourne vers ses musiciens qui pleurent aussi. Le groupe part en coulisse pour se calmer. Leonard Cohen revient sur scène et annonce : « Nous sommes trop bouleversés pour continuer. Mais je vais vous dire, merci et bonne nuit. »
Elle se marie avec Jan Stang, un ingénieur en 1979 et a trois filles issues de ce mariage.
En juillet 2016, Leonard Cohen apprenant que Marianne est gravement malade, atteinte comme lui d'une leucémie, et lui envoie une lettre d'adieu qui se finit ainsi : « Nous sommes arrivés au point où nous sommes si vieux, nos corps tombent en lambeaux, et je pense que je te rejoindrai bientôt. Sache que je suis si près derrière toi, que si tu tends la main tu peux atteindre la mienne. Et tu sais que j’ai toujours aimé ta beauté et ta sagesse et je n’ai pas besoin d’en dire plus parce que tu sais tout cela. Je veux seulement te souhaiter un très beau voyage. Au revoir ma vieille amie. Mon amour éternel. Rendez-vous au bout du chemin. » Marianne Ihlen meurt deux jours plus tard, et Leonard Cohen trois mois plus tard.

## Documentaire
- Marianne and Leonard: Words of Love de Nick Broomfield